# ジョン・ブラナー
ジョン・キリアン・ヒューストン・ブラナー（John Kilian Houston Brunner, 1934年9月24日 - 1995年8月26日）は、多作で知られたイギリスのSF作家。人口過剰となった世界を描いた1968年の小説 Stand on Zanzibar （未訳）で1969年のヒューゴー賞長編小説部門を受賞し、現在でも古典的名作とされている。その作品は英国SF協会賞も同年受賞している。翌年には The Jagged Orbit で英国SF協会賞を連続受賞した。

## 生涯
彼はオックスフォードシャーのウォリンフォードに程近いプレストン・クローマーシュで生まれ、チェルトナムの学校に進学。17歳のときにジル・ハントの筆名で Galactic Storm という処女長編小説を書いたが、専業作家となったのは1958年である。1953年から1955年の間イギリス空軍で兵役に就き、兵役を終えたのちにSF作家のジョン・クリストファーが編集する雑誌で技術的記事の要約を担当。その後別の出版社で編集者（このときの同僚にSF作家のジョナサン・バークがいる）となる。1958年に最初の妻と結婚、その年の終わりからフリーランスの作家として活動を始める。
ブラナーの健康は1980年代に衰えはじめ、1986年に最初の妻が亡くなると自身の健康状態も悪化した。1991年に再婚。1995年8月25日、スコットランドのグラスゴーで開催中のワールドコンに参加中に脳梗塞で亡くなった。イギリスではSFファンダムの有名人でもあった。
マーティン・ルーサー・キング牧師の暗殺後に「マーチン・ルーサー・キング記念賞」を設立し運営に取り組んでいた。

## 作家活動
初期の作風は普通のスペースオペラであったが、後に実験的な小説を書くようになる。1968年の人口過剰な世界を描いた長編小説 Stand on Zanzibar で1969年のヒューゴー賞長編小説部門を受賞。同作品は英国SF協会賞も受賞した。翌1970年には The Jagged Orbit で英国SF協会賞を連続受賞した。1972年の The Sheep Look Up は生態系破壊を警告した予言的内容である。1975年の先駆的サイバーパンク作品とも言える『衝撃波を乗り切れ』(The Shockwave Rider) では、「ワーム」（コンピュータネットワーク上で複製を作って増殖するソフトウェア)）という用語を生み出した。この作品はアルビン・トフラーの『未来の衝撃』を読んで影響を受けたブラナーが書き、逆に『衝撃波を乗り切れ』を読んでトフラーが『第三の波』を書いたことでも有名である。
ジョン・ブラナーのほかに K・H・ブラナー、ジル・ハント、 John Loxmith、Trevor Staines、Keith Woodcott といったペンネームも使っていた。
小説以外では、原稿料を貰わずにファンジンなどに文章をよく書いた。他に「ニュー・サイエンティスト」誌に13通の手紙を送って、それが掲載されている。また、Physics Education (1971) volume 6 pages 389-391 には "The educational relevance of science fiction"（SF小説と教育の関係）という文章が掲載された。核武装反対運動 (Campaign for Nuclear Disarmament, CND) の活動家でもあり、キャンペーンソング The H-Bomb's Thunder の作詞も手がけている。1972年、トリエステで開催された初のヨーロッパSF大会 Eurocon-1 にゲストとして招待された。

## 日本語訳作品リスト
- 『次元侵略者』（Meeting at Infinity（1961）、関口幸男訳、ハヤカワ文庫SF） 1976
- 『テラの秘密調査官』（Secret Agent of Terra（1962）、関口幸男訳、ハヤカワ文庫SF、ツァラ避難民シリーズ1） 1978
- 『銀河系の悪魔 スーパー・バーバリアン』（The Super Barbarians（1962）、田沢幸男訳、トクマ・ノベルズ、スペース・アドベンチャー・シリーズ） 1978
- 『幻影への脱出』（The Dreaming Earth（1963）、巻正平訳、ハヤカワ文庫SF） 1976
- 『テレパシスト』（The Whole Man（1964)、伊藤哲訳、創元推理文庫） 1975 - 後に Telepathist と改題
- 『星は人類のもの連盟』（The Long Result（1965）、井上一夫訳、創元推理文庫） 1975
- 『流れ星をつかまえろ』（Catch a Falling Star（1968）、関口幸男訳、ハヤカワ文庫SF） 1979
- 『原始惑星への脱出』（Polymath（1974）、村田靖子訳、久保書店SFノベルズ、ツァラ避難民シリーズ2） 1979 - 1963年に出版されたCastaway's worldの改題
- 『衝撃波を乗り切れ』（The Shockwave Rider（1975）、安田均訳、集英社、ワールドSFシリーズ） 1983

※Stand on Zanzibar (1968) を始めとして多くの未訳長編がある。

### 短編
- 「天の窓」（The Window of Heaven / Two by Two (1956)、島岡潤平訳、S-Fマガジン 1971/10 No.151）
- 「思考の谺」（Echo in the Skull (1959)、伊藤典夫訳、S-Fマガジン 1970/6 No.134、のちハヤカワ文庫『ボロゴーヴはミムジイ』に収載
- 「木偶(でく)」（Such Stuff (1962)、吉田誠一訳、創元推理文庫『年刊SF傑作選3』）
- 「思考の檻」（Protect Me from My Friends (1962)、伊藤典夫訳、S-Fマガジン 1974/12 No.193）
- 「完全なる富者」（The Totally Rich (1963)、酒匂真理子訳、奇想天外 1977/5 No.14、のち集英社文庫コバルトシリーズ『魔女も恋をする』に収載
- 「最後の孤独な人間」（The Last Lonely Man (1964)、大谷圭二訳、創元推理文庫『年刊SF傑作選5』
  - 「最後の孤独者」（団精二訳、ハヤカワ文庫SF『時のはざま』）
- 「ノーボディ・アクスト・ユー」（Nobody Axed You (1965)、伊藤典夫訳、ハヤカワSFシリーズ『ニュー・ワールズ傑作選 No.1』）
- 「隠れた子ら」（Children in Hiding (1966)、深町眞理子訳、S-Fマガジン 1967/5 No.94）
- 「生なきもの」（The Vitanuls (1967)、石川智嗣訳、S-Fマガジン 1973/11 No.179）
- 「自殺する人類」（The Suicide Man (1979)、宮脇孝雄訳、SF宝石 1979/12 No.3）
- 「地獄の悪魔」（All the Devils in Hell (1960)、村上実子訳、朝日ソノラマ、ソノラマ文庫海外シリーズ14『ウイッチクラフト・リーダー』）
- 「ユダ」（Judas (1967)、山形浩生訳、ハヤカワ文庫SF『危険なヴィジョン(完全版)3』）